# V Torneo Internacional de la Ciudad de México
El V Torneo Internacional de la Ciudad de México 1962 fue una competición de bádminton que se celebró del 12 al 15 de abril de 1962 en la Ciudad de México.

## Finalistas
| V Torneo Internacional de la Ciudad de México 1962 |                                       |                                    |       |       |       |
| Evento                                             | Ganador                               | Finalistas                         | Set 1 | Set 2 | Set 3 |
| Singles masculino                                  | Erland Kops                           | Tan Joe Hok                        | 15-8  | 15-9  |       |
| Singles femenino                                   | Pat Gallagher                         |                                    |       |       |       |
| Dobles masculino                                   | Erland Kops - Tan Joe Hok             | Ferry Sonneville - Bernd Dahlberg  | 15-7  | 14-17 | 15-4  |
| Dobles femenino                                    | Pat Gallagher - Carlene Starkey       |                                    |       |       |       |
| Mixtos                                             | Manuel Armendariz - Beulah Armendariz | Michael Hartgrove - Helen Tibbetts |       |       |       |